# Space Mountain
Space Mountain is de naam voor diverse stalen overdekte achtbanen in de Disney-parken: Disneyland Park (Anaheim), Magic Kingdom, Tokyo Disneyland, Disneyland Park (Parijs) (onder de naam Hyperspace Mountain) en in Hong Kong Disneyland.

## Ontstaan
In de beginjaren van het Disneyland Park (Anaheim) wilde oprichter Walt Disney absoluut geen thrill-rides zoals achtbanen in zijn attractiepark. Na het succes van, de in 1959 geopende, achtbaan Matterhorn Bobsleds veranderde men van mening. De ontwerpers dachten aan een soortgelijke achtbaan in het nog te openen Magic Kingdom. Echter zou Matterhorn Bobsleds niet in het Fantasyland van het attractiepark passen. Door de recente technologische ontwikkelingen en de ruimte die nog over was in het themagebied Tomorrowland werd uiteindelijk gekozen voor een overdekte achtbaan met als thema ruimtevaart. Het transportsystemen zoals de rails en voertuigen waren vrijwel identiek aan Matterhorn Bobsleds. Uiteindelijk opende de eerste versie van Space Mountain op 15 januari 1975 in het Magic Kingdom met financiële hulp van RCA Records. Zij legde $10 miljoen in voor de realisatie van de achtbaan. De totale kosten voor de bouw van de attractie lagen rond de $20 miljoen. Dit was $3 miljoen meer dan betaald is voor de volledige bouw van het Disneyland Park.

## Locaties

### Magic Kingdom
Space Mountain in het Magic Kingdom opende 15 januari 1975 als eerste Space Mountain van alle Disney-parken en is te vinden in het themagebied Tomorrowland. De attractie is een tweelingachtbaan zonder inversies. De twee banen hebben als naam Alpha en Omega en hebben beide dezelfde technische specificaties. De baan bereikt een hoogte van 27.4 meter en heeft een topsnelheid van 48,3 km/u. Tijdens de rit die 2:30 minuten duurt, wordt een afstand van 974,1 meter afgelegd. De hoogste afdaling tijdens de rit heeft een hoogte van 7,9 meter. Tijdens de rit wordt een maximale g-kracht van 3.7 bereikt. De rit wordt afgelegd in een voertuig waar plaats is voor drie bezoekers achter elkaar. In totaal zijn er 30 voertuigen, vijftien per baan.
Het exterieur van de attractie kenmerkt zich door zijn futuristische architectuur. Blikvanger is de witte koepel. Deze architectuurstijl is ook in de wachtrij te zien. De strakke witte inrichting wordt in het station belicht met blauwe verlichting. Vanuit het station rijdt het voertuig een cilindervormige buis in, waarin met behulp van lichteffecten het idee gewekt wordt dat het voertuig accelereert. Hierna volgt de optakeling die omringd wordt door sciencefiction-achtige decoratie die het idee geeft aan boord te zijn van een ruimteschip. Hierna volgt de achtbaanrit in de koepel. Op de wanden van de koepel worden een sterrenhemel en meteorieten geprojecteerd. Aan het einde van de rit rijden de voertuigen door een cilindervormige buis met rode verlichting. Vanaf het station lopen de bezoekers via een futuristisch gangenstelsel naar de uitgang, waarbij diverse decoratie gepasseerd wordt zoals de animatronic van een robot.

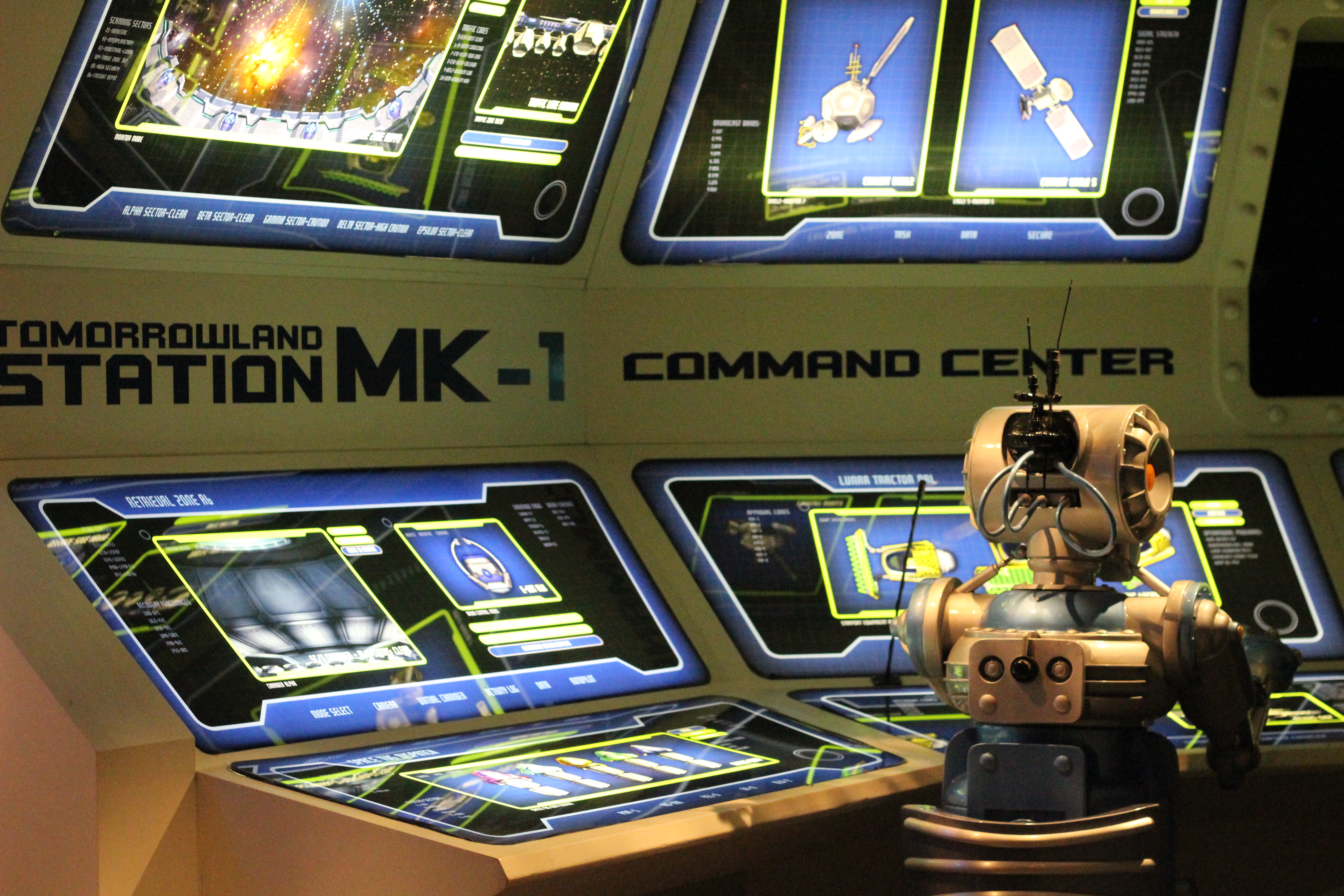
Animatronic van een robot
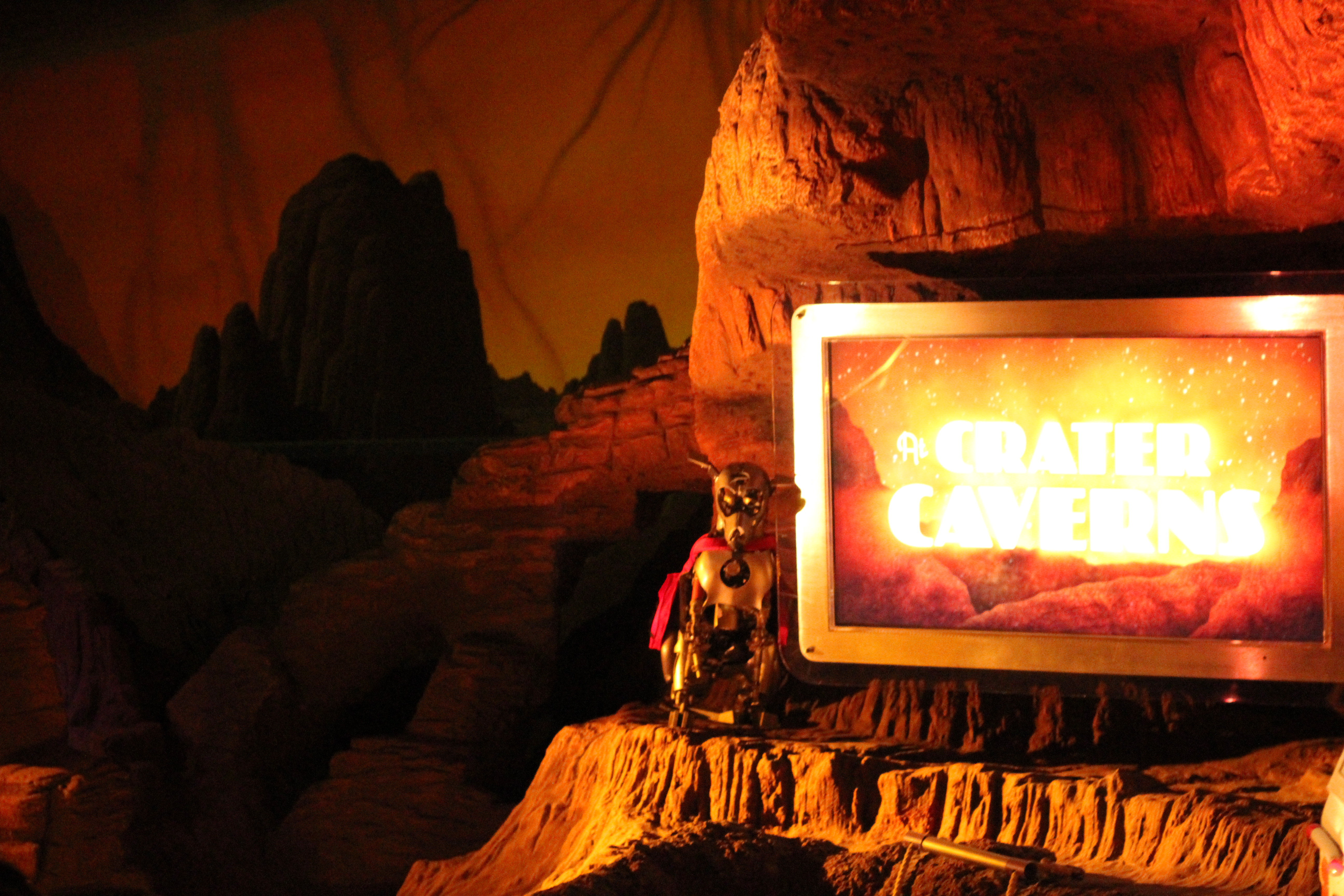
Decoratie
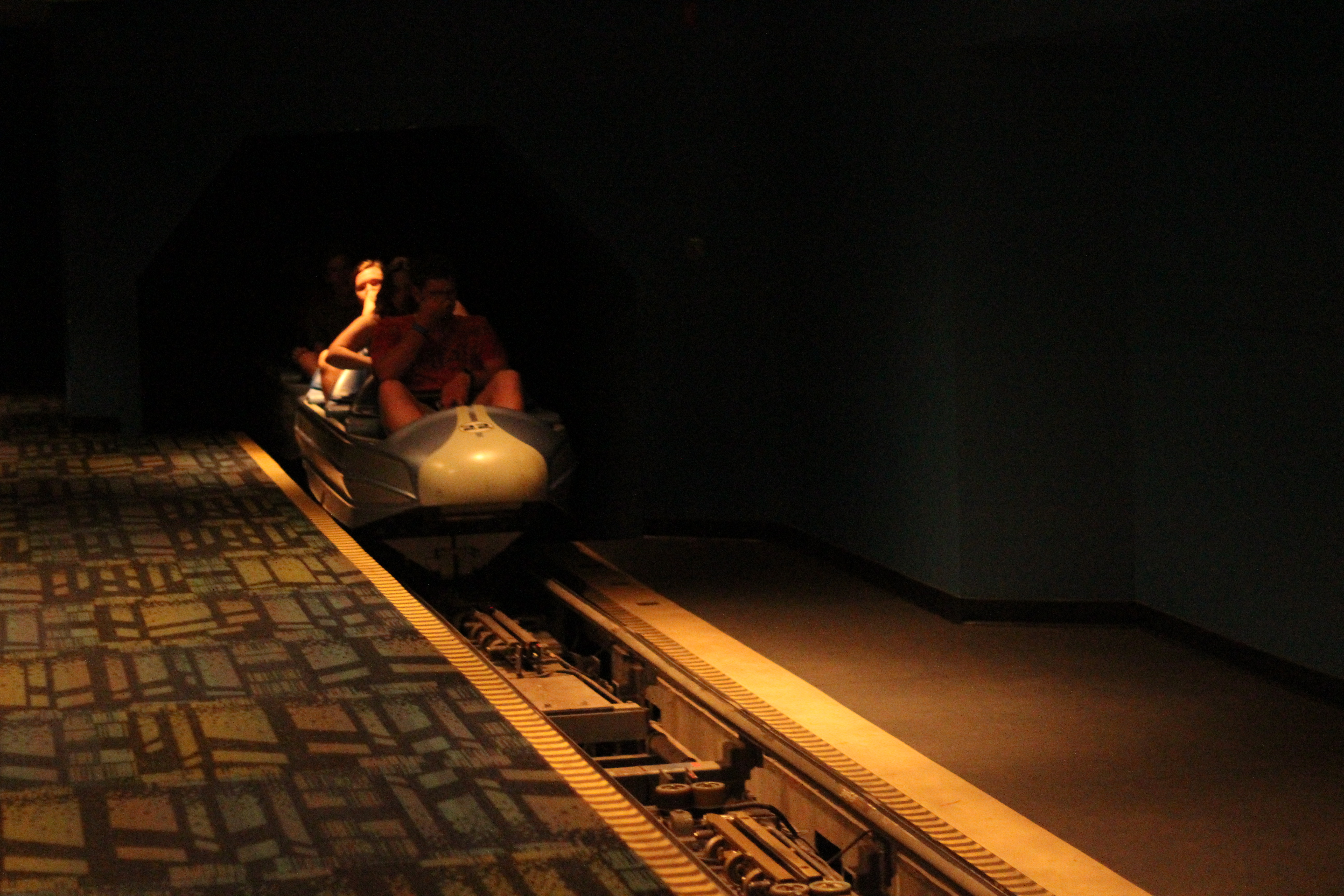
Station
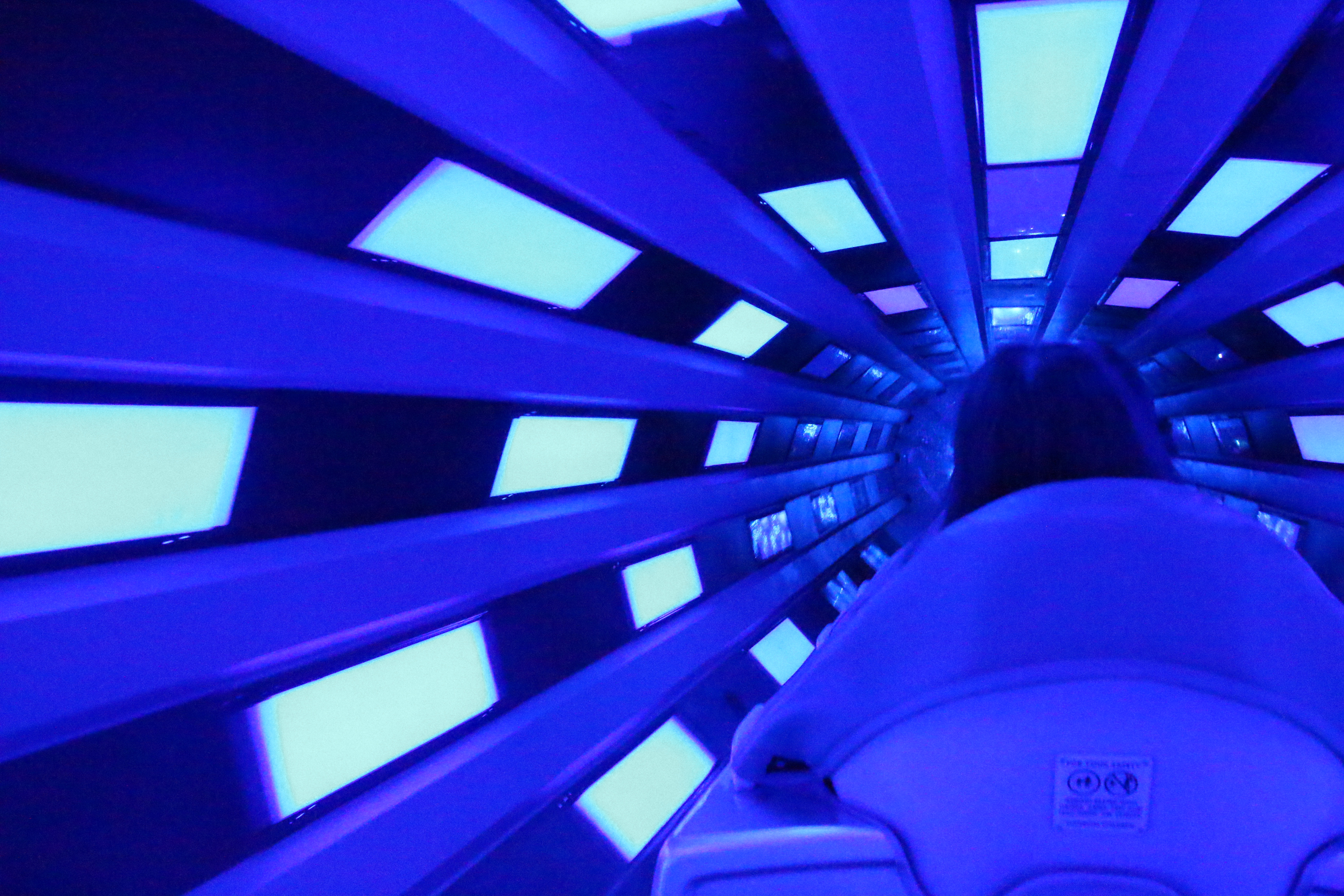
Blauwe lichttunnel vlak voor de optakeling.
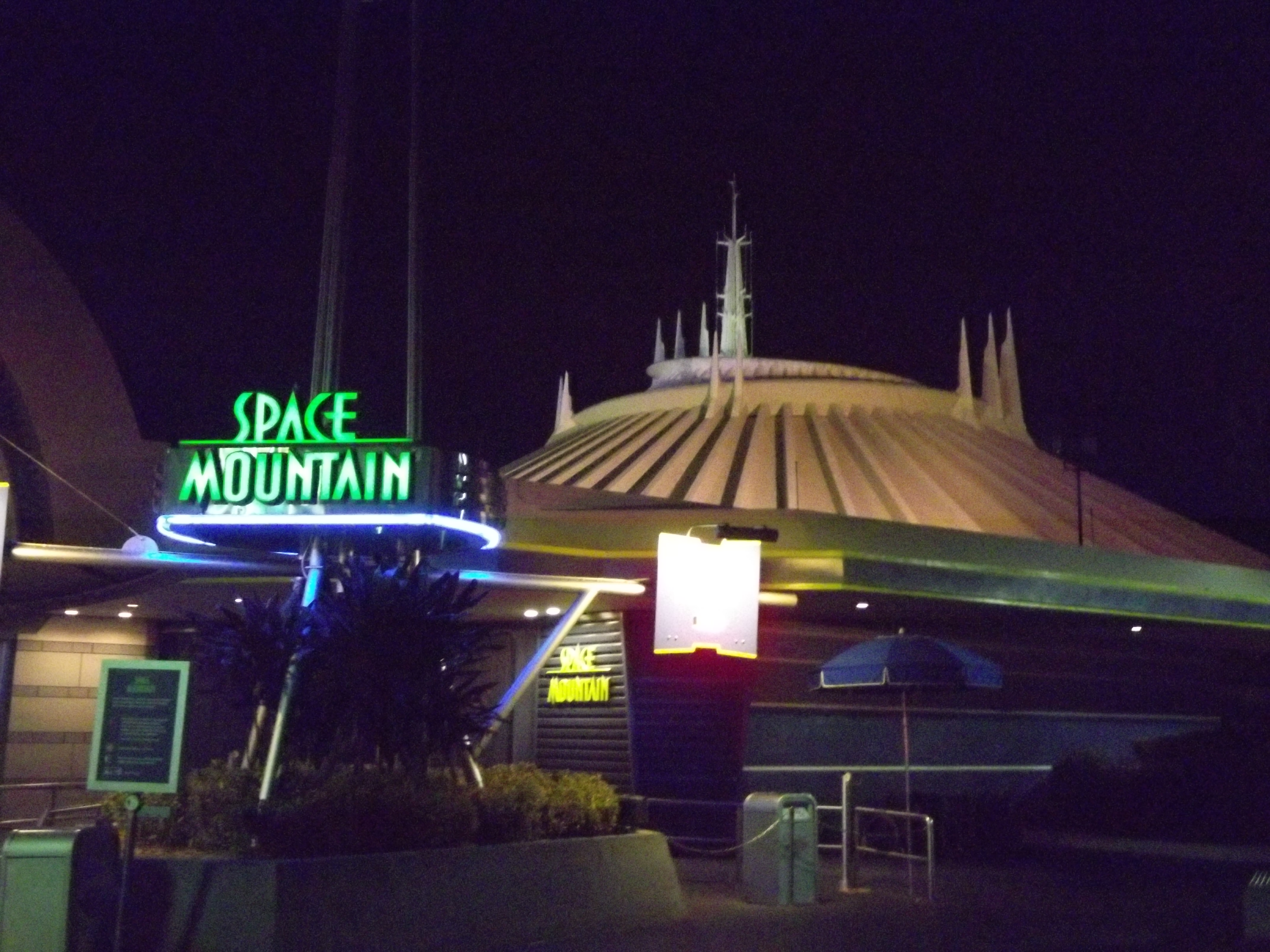
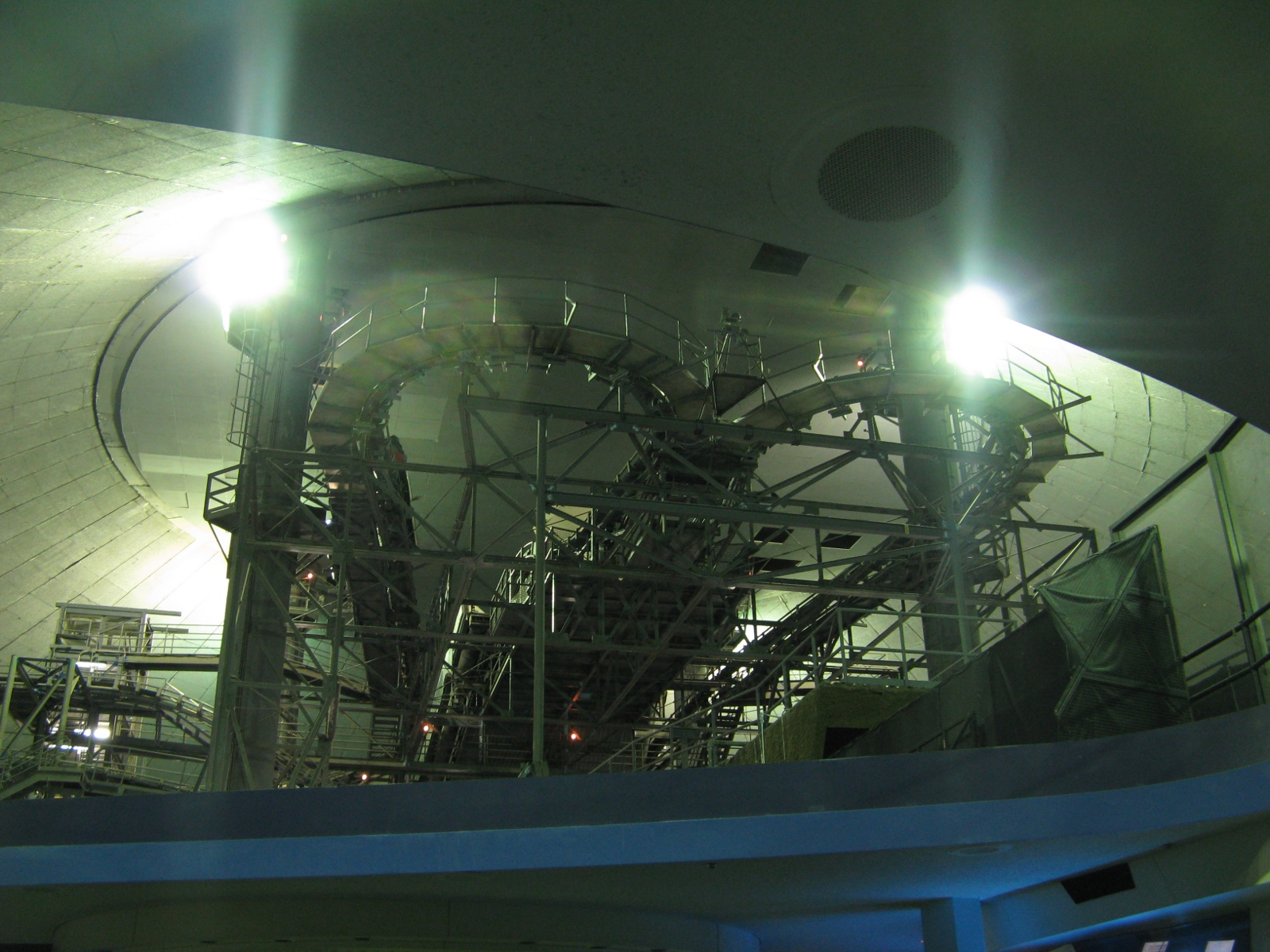
In de koepel met werkverlichting aan.
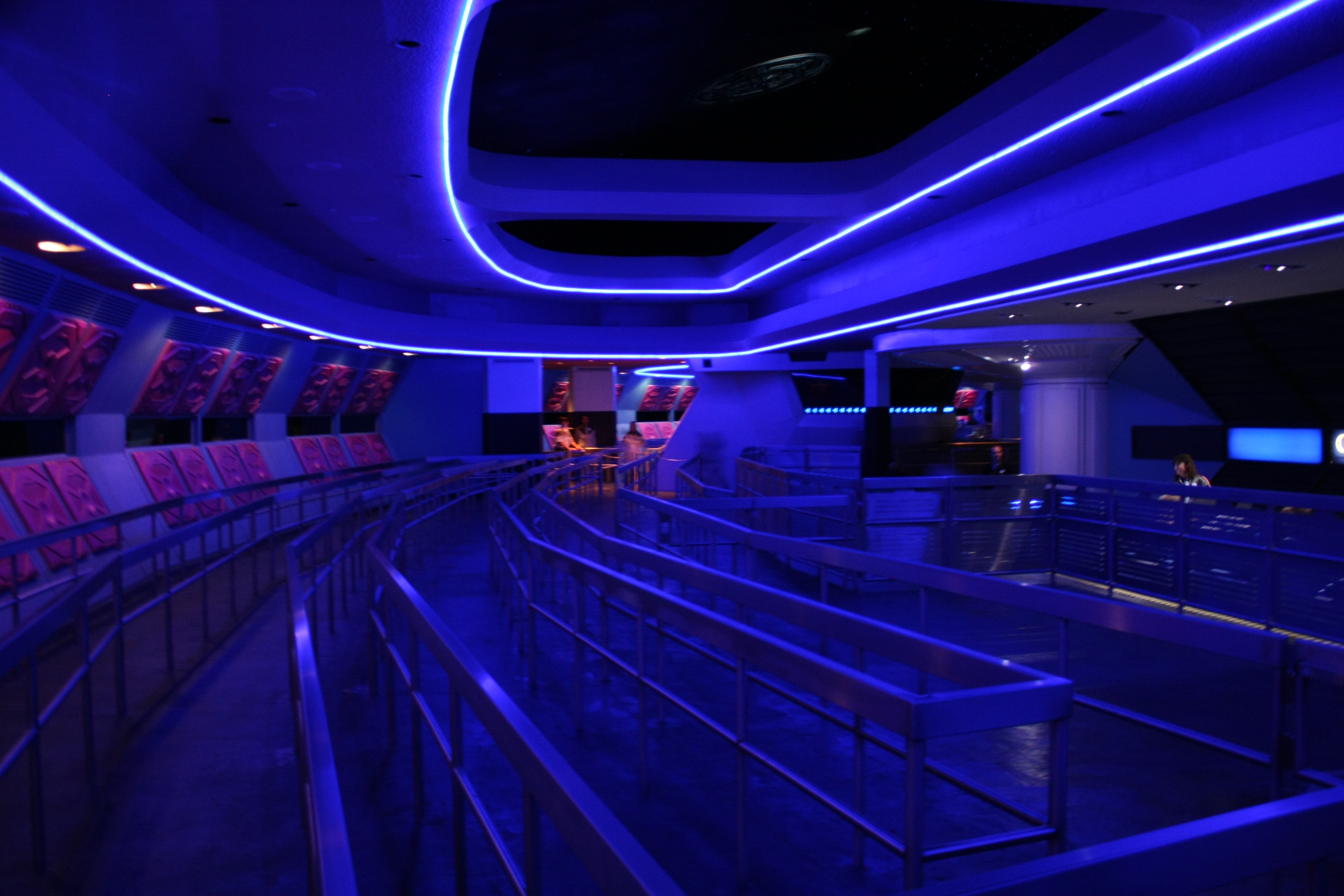
Wachtruimte

### Disneyland Park (Anaheim)
Space Mountain in het Disneyland Park te Anaheim opende 27 mei 1977 voor bezoekers in het themagebied Tomorrowland. Deze versie van Space Mountain verschilt qua decoratie en interieur enigszins met de achtbaan in het Magic Kingdom. Het exterieur, een witte koepel in futuristische architectuur, is exact hetzelfde. De attractie zelf is geen tweelingachtbaan, maar een enkele baan. Deze baan heeft een hoogte van 23 meter, waarvan de hoogte afdaling drie meter is. In drie minuten tijd legt het voertuig een lengte van 1054 meter af. De bouw van de achtbaan duurde twee jaar en kostte $20 miljoen.
De wachtruimtes zijn ingericht als een lanceerbasis/ruimtestation in sciencefictionstijl. Bezoekers lopen door verschillende ruimten en gangenstelsel waarin diverse geluid- en lichteffecten te horen en zien zijn. Het station bevindt zich een langwerpige ruimte die belicht wordt in rood en blauw licht. Aan het plafond hangt een ruimteschip.
De rit wordt afgelegd in een voertuig waarin plaats is voor zes personen. Direct nadat de rit begint rijden de voertuigen langs een wissel waar de bedieningsruimte zich bevindt. Deze is zichtbaar achter beglazing. Hierna volgt een optakeling in een rood verlichte ruimte gevolgd door een blauw verlichte cilindervormige tunnel. De tweede optakeling ligt in een cilindervormige buis waarop beelden geprojecteerd worden van een draaiende sterrenhemel. Ook zijn er diverse lichteffecten zichtbaar. Tijdens de achtbaanrit in de koepel is de sterrenhemel te zien. Deze wordt geprojecteerd op het plafond en de muren. Na de rit volgen bezoekers een futuristisch gangenstelsel om zich naar de uitgang te begeven.
Op 10 april 2003 werd de achtbaan gesloten voor een renovatie van meer dan twee jaar en heropende 15 juni 2005. Tijdens de renovatie werd vrijwel de gehele attractie opnieuw opgebouwd van decoratie tot aan de achtbaan zelf. Zo was de oorspronkelijk baan afkomstig van Arrow Dynamic. De 2005-versie is geproduceerd door Dynamic Structures.
In de jaren 10 van de 21e eeuw werd de attractie een aantal keer omgebouwd tot Hyperspace Mountain. Dit is een verwijzing naar de films rondom Star Wars. Ook de decoratie werd hiervoor aangepast. Tijdens Halloween worden aan de binnenzijde van het bolvormig gebouw projecties getoond met het horrorthema. De attractie wordt tijdens die periode hernoemd naar Ghost Galaxy.

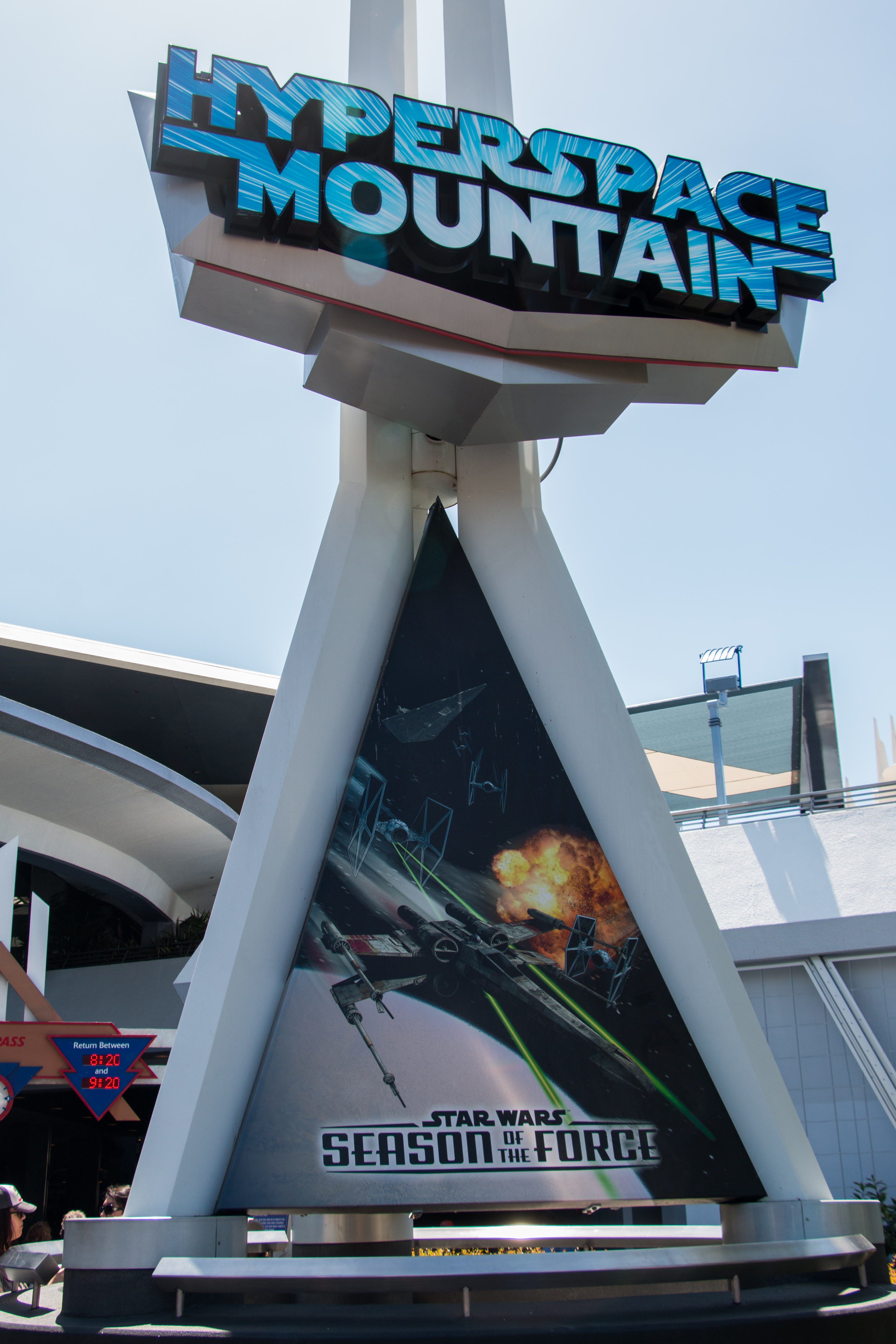
Entree
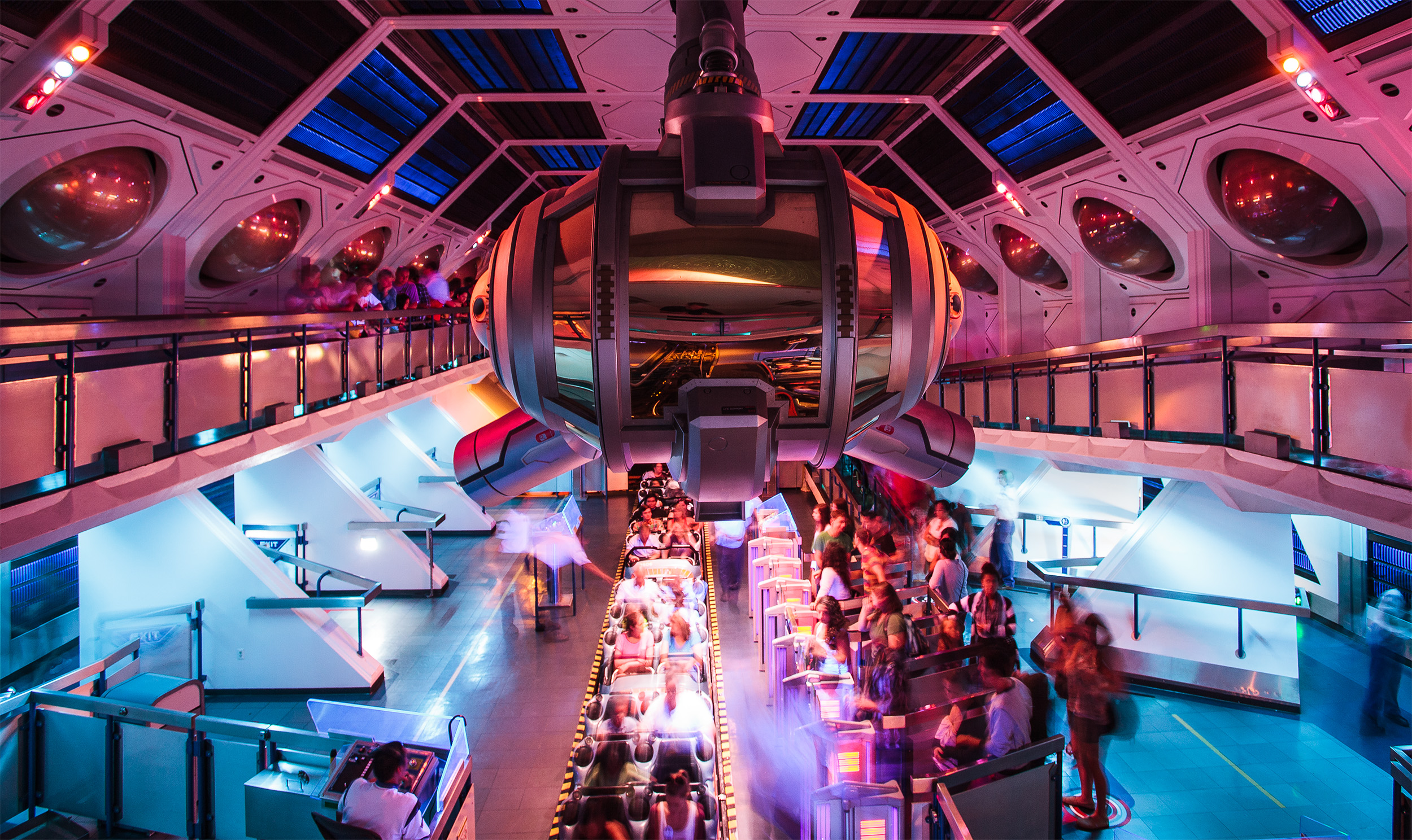
Station
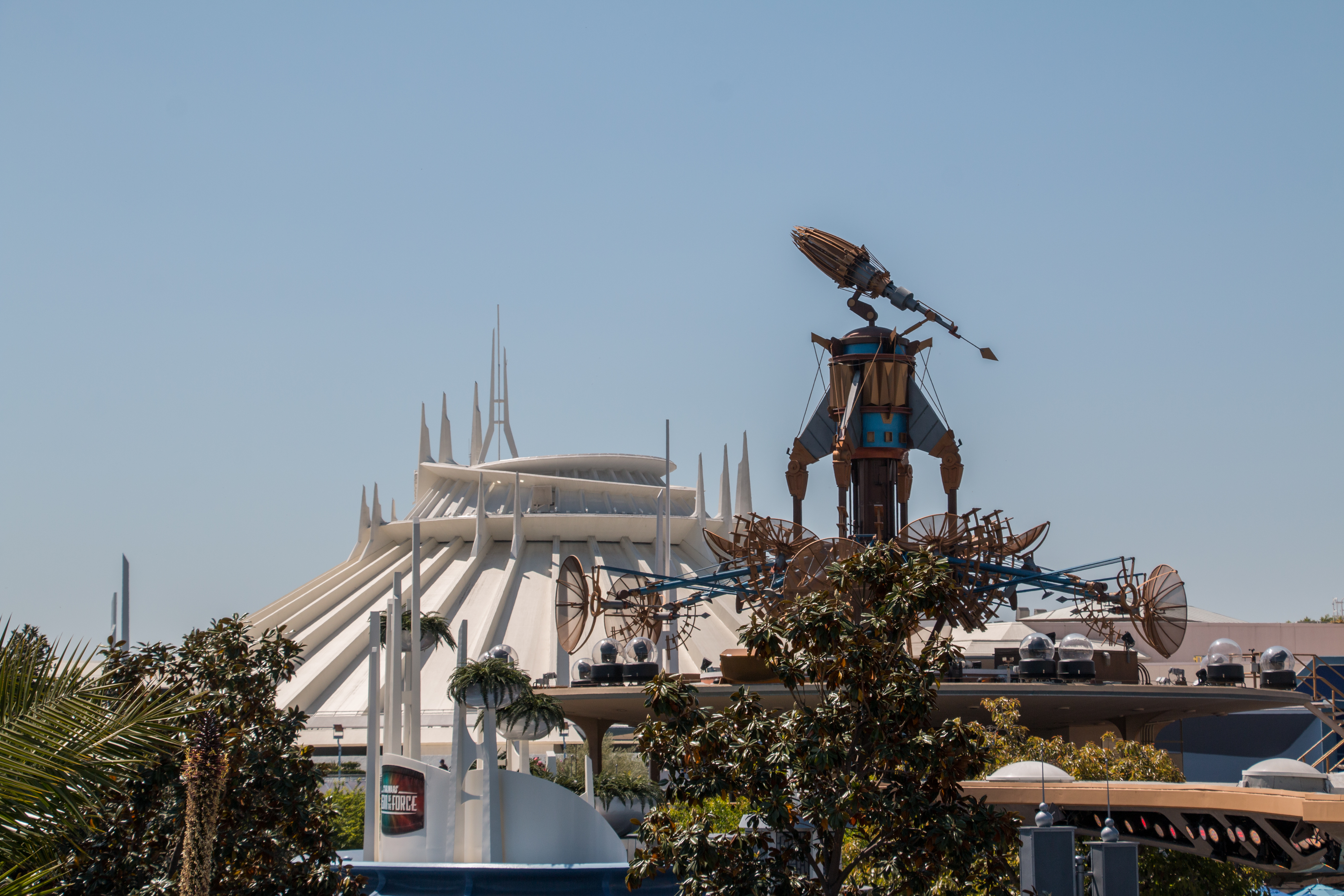
Exterieur
Onderdeel van de wachtrij.

### Tokyo Disneyland
Space Mountain in Tokyo Disneyland opende 15 april 1983 in het themagebied tomorrowland tegelijk met de rest van het park. De attractie was een exacte kopie van de versie in het Disneyland Park te Anaheim. In 2007 werd de attractie geopend na een renovatie, waarna het meer begon te lijken op de versie in het Magic Kingdom. Het exterieur kenmerkt zich, evenals bij de Amerikaanse locaties, door een 35 meter hoge witte koepel en de futuristische architectuur. De entree van de attractie kenmerkt zich door een omhooggaande glazen buis waarin zich een trap bevindt. Deze buis komt uit in diverse wachtruimten die gedecoreerd zijn naar het ruimtethema met diverse sciencefiction-achtige elementen. Het station bevindt zich in een langwerpige hal die met voornamelijk blauw licht is verlicht. Aan het plafond hangt een ruimteschip.
De rit wordt afgelegd in een treintje waarin plaats is voor zes bezoekers. De optakeling vindt plaats is een tunnel waarin groene lichteffecten te zien zijn. Dit wordt gevolgd door lichteffecten van elektrische vonken. Eenmaal in de koepel aangekomen is de sterrenhemel te zien. Dit wordt op de binnenzijde van de koepel geprojecteerd tezamen met diverse planeten en kometen. Tijdens de 2:45 minuten durende rit wordt een topsnelheid bereikt van 48 km/u. De hoogste afdaling is 5,15 meter. Op de baan is plaats voor veertien voertuigen.

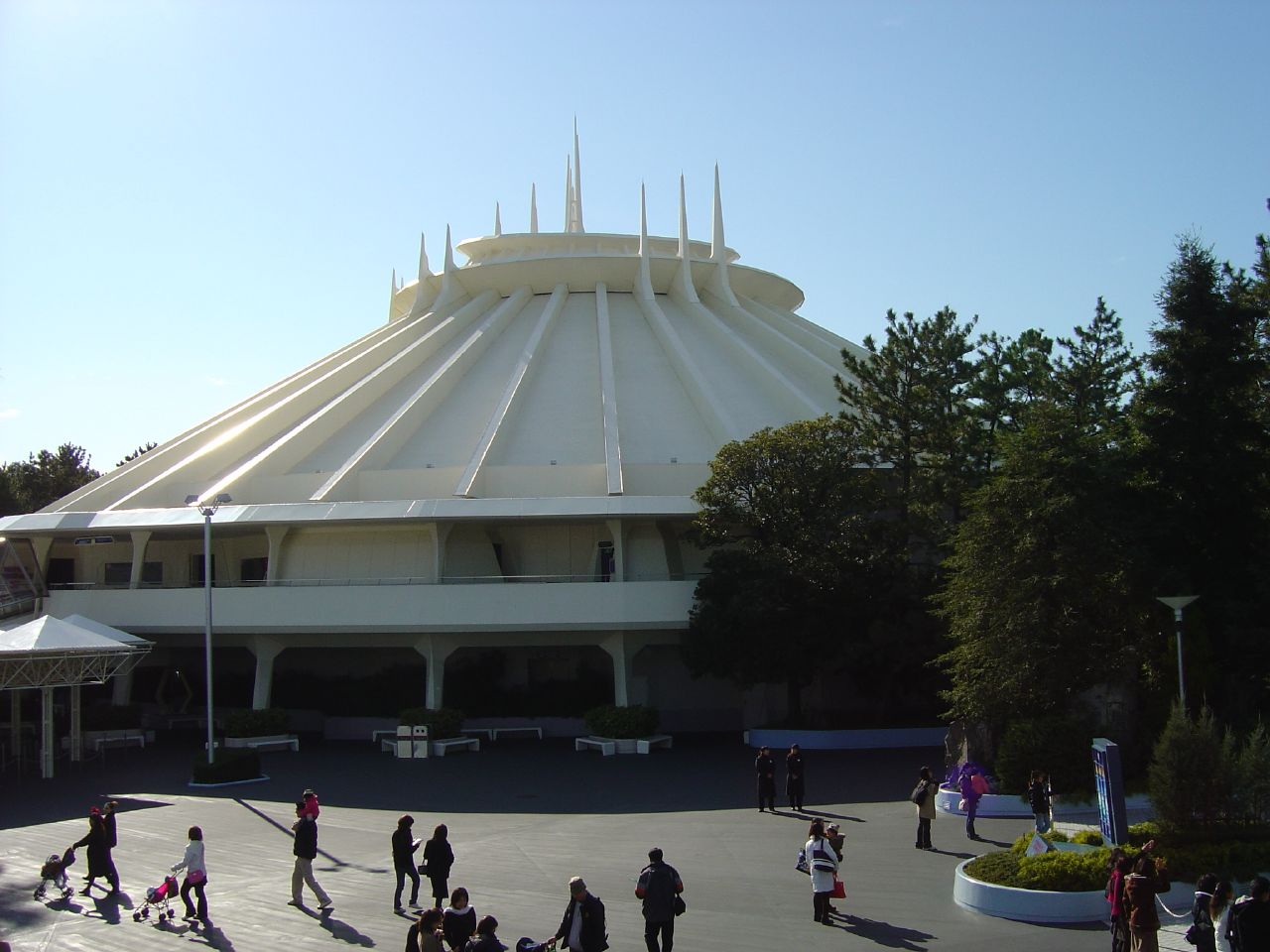
Exterieur
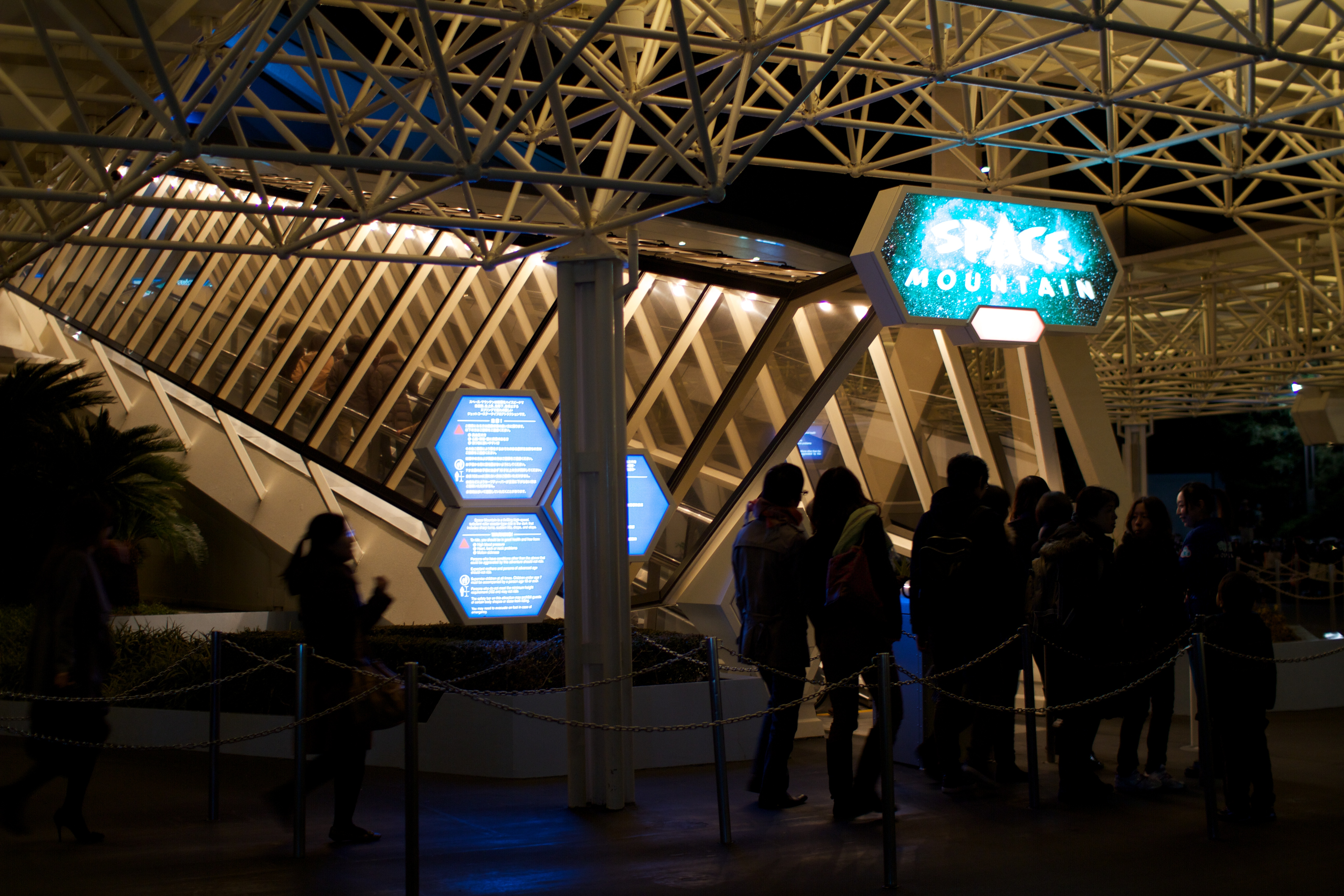
Entree
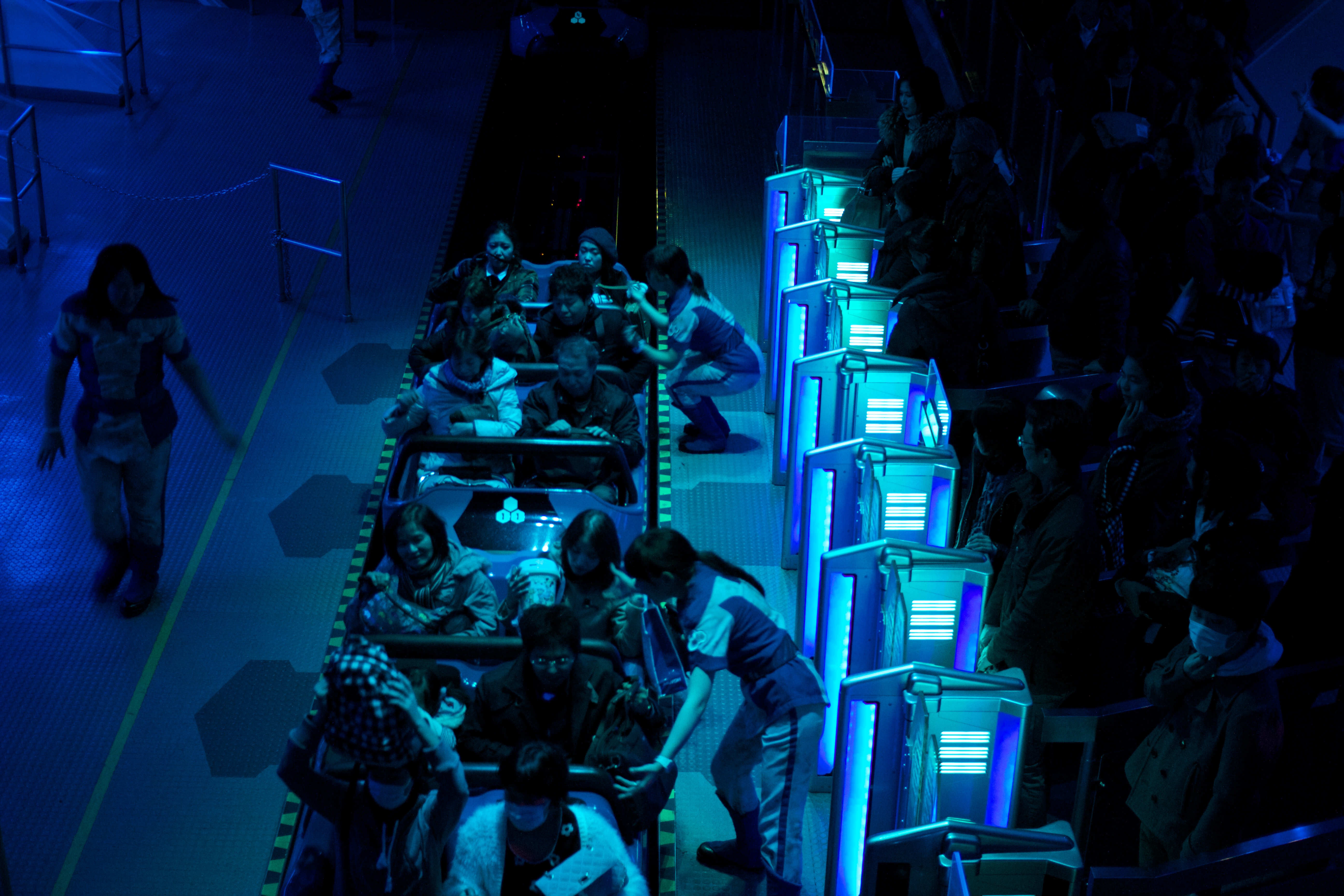
Station
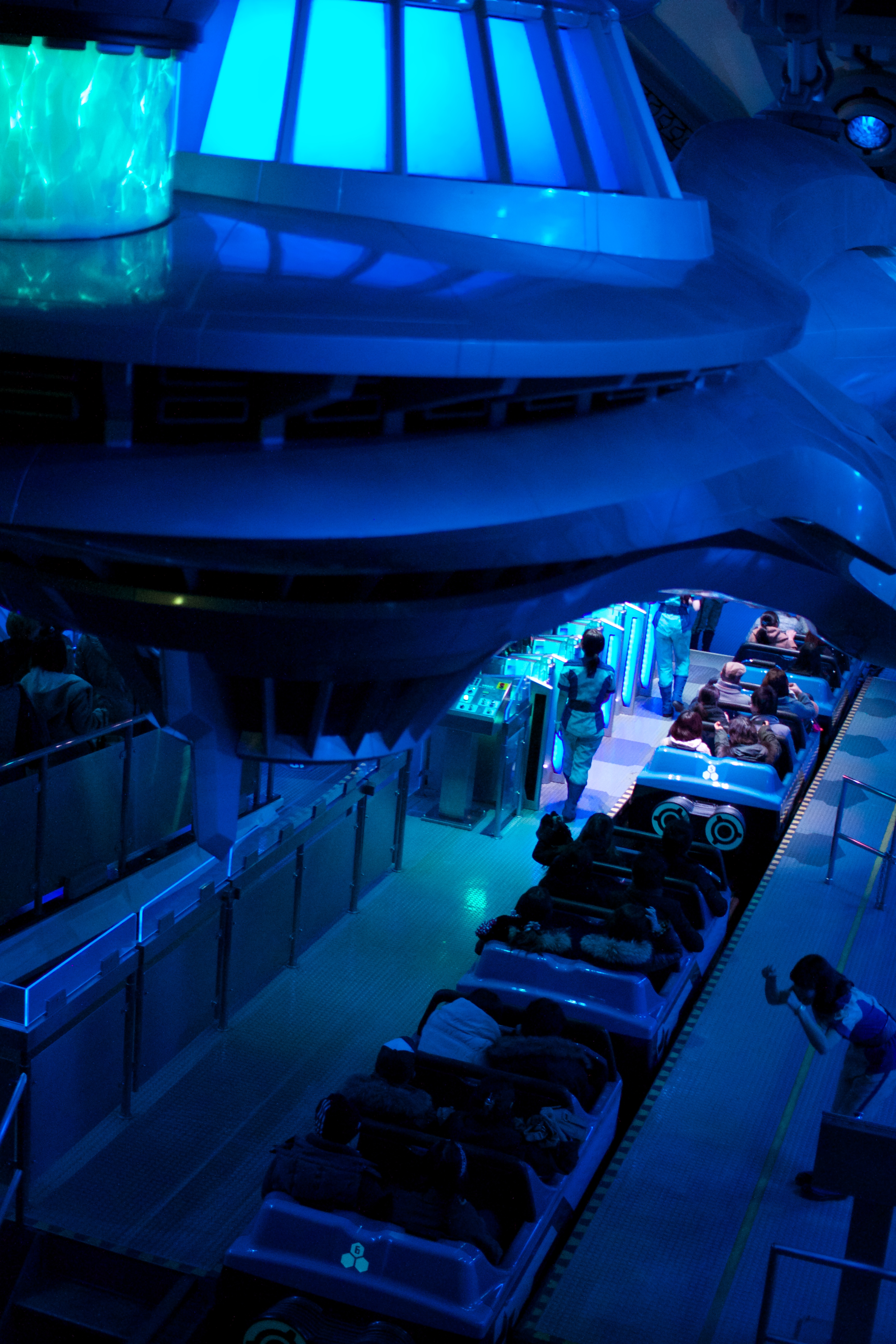
Station

### Disneyland Park (Parijs)

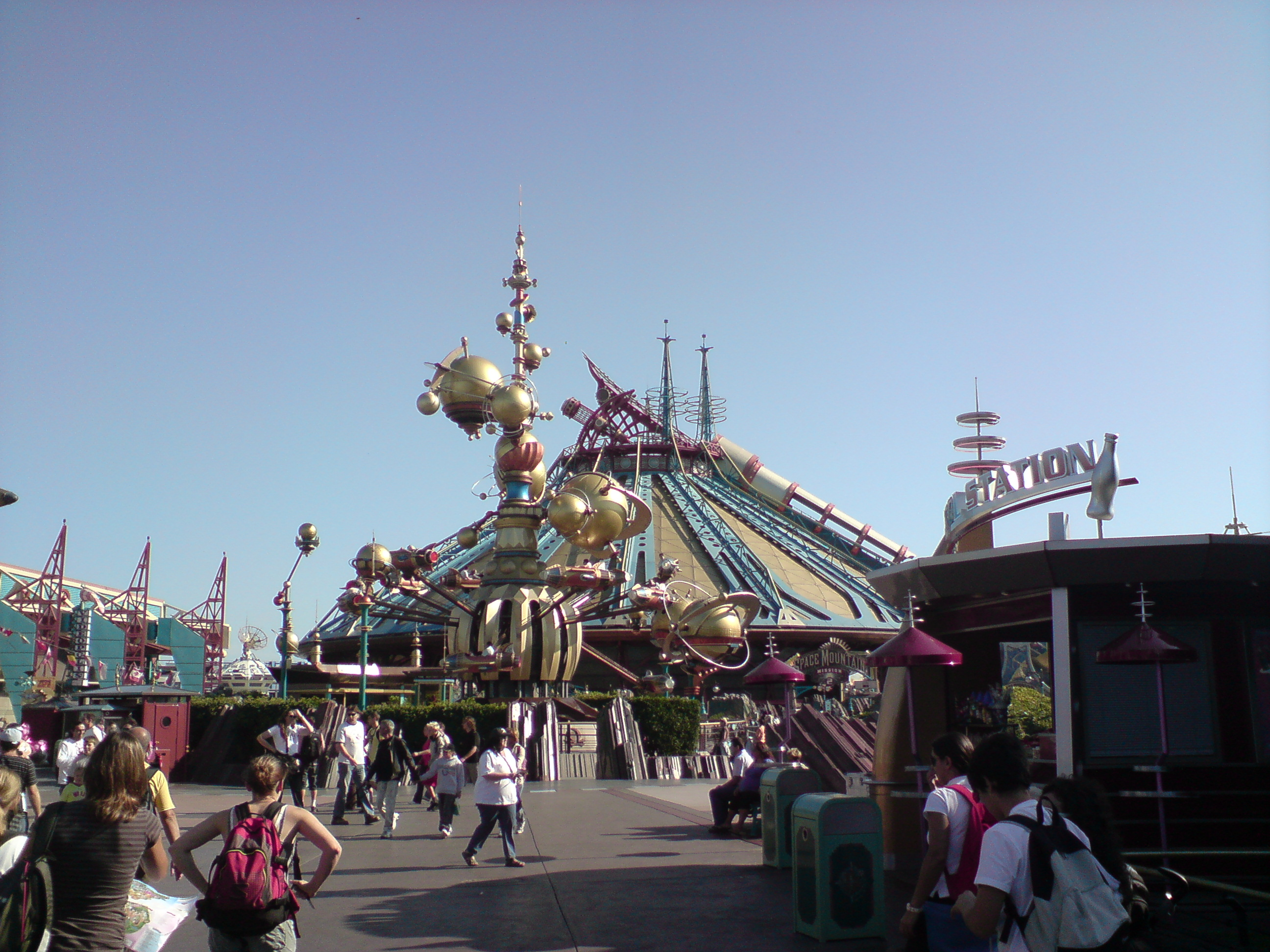
Space Mountain in Disneyland Parijs.

Hyperspace Mountain in het Disneyland Park te Parijs wijkt af van de overige Space Mountains in Disney-parken. De attractie opende 1 juni 1995 in het themagebied Discoveryland onder de naam: Space Mountain: De la Terre à la Lune. De enige grote overeenkomsten met de overige Space Mountain-attracties is dat de achtbaan zich in een koepel bevindt en een ruimtevaartthema heeft. Ook het achtbaantype wijkt af van de rest. De rit wordt afgelegd in een lange achtbaantrein en is een lanceerachtbaan. Vergeleken met de andere versie kent Hyperspace Mountain wel inversies. De attractie is gebaseerd op het verhaal Van de aarde naar de maan van Jules Verne. Dit is te zien aan de architectuurstijl van de koepel en de decoratie. De koepel is gethematiseerd in steampunkstijl. Tegen de koepel ligt een tunnel gedecoreerd als een kanon. Hierin worden de achtbaantreinen opwaarts gelanceerd. Naast de koepel bevindt zich een vijver met een onderzeeër in. Hierin bevindt zich de attractie Les Mystères du Nautilus, een verwijzing naar een ander verhaal van Jules Verne. De achtbaanrit is 1000 meter lang, 31 meter hoog en heeft een topsnelheid van 76 km/u. De attractie heeft een capaciteit van 2800 personen per uur en duurt 2:45 minuten.
De rit wordt afgelegd in een treintje waarin plek is voor 24 personen. De rit begint in de tunnel die gedecoreerd is als een kanon, wat Columbiad is genaamd, waarop het symbool van een boogschutter staat. Vlak voordat de trein afgeschoten wordt, opent een luik in het kanon en is er nevel te zien. Dit moet het idee geven dat het kanon in werking gesteld wordt. Vervolgens wordt de achtbaantrein afgeschoten. In de koepel wordt een donkere rit met diverse projecties, lichteffecten en decoratie afgelegd. Ook is er ritmuziek vanuit de luidsprekers, welke zich in de achtbaantrein bevinden, te horen. Deze muziek is gecomponeerd door Steve Bramson en afgestemd op de bewegingen van het voertuig. De rails en voertuigen zijn afkomstig van de Nederlandse fabrikant Vekoma.
In 2005 heropende de attractie na een renovatie. Een deel van de decoratie en speciale effecten werd aangepast evenals de verhaallijn. De achtbaan werd heropend onder de naam Space Mountain: Mission 2. Op 8 januari 2017 sloot Space Mountain: Mission 2 en werd omgebouwd tot een attractie met een Star Wars-thema. Vier maanden later op 7 mei heropende de attractie onder de naam Hyperspace Mountain.
Space Mountain was eigenlijk niet het oorspronkelijke plan van Walt Disney Imagineering. Het concept hield eigenlijk een vulkaan in, wat de stukken magma verklaren die in Discoveryland verspreid liggen. Dit zou beter aansluiten bij het verhaal Vingt mille lieues sous les mers (Nederlands: Twintigduizend mijlen onder zee) door Jules Verne. De onderzeeër die zich naast Space Mountain: Mission 2 bevindt is er ook een restant van. Wegens een geldtekort heeft Disney dit concept moeten afwijzen. Er is toen iets goedkopers uit de bus gekomen, een overdekte achtbaan. Ook zou Space Mountain: Mission 2 eerst een andere naam hebben, namelijk Discovery Mountain. Vlak voor de opening is het plan gewijzigd, waardoor er rond Space Mountain nog steeds logo's met 'DM' op staan.

### Hong Kong Disneyland
Space Mountain in Hong Kong Disneyland opende 12 september 2005 in het themagebied tomorrowland en is de laatst geopende versie van Space Mountain. De attractie heeft qua opzet het meest weg van de versie in het Disneyland Park te Anaheim. De attractie bevindt zich in een opvallende witte koepel. De entre en de decoratie in de wachtrij ogen futuristisch.
De rit in de attractie wordt afgelegd in een voertuig waarin plaats is voor maximaal zes personen. Aan het begin van de rit rijden de voertuigen door een aantal tunnels waar verschillende lichteffecten te zien zijn. Tijdens de achtbaanrit in de koepel worden er diverse verschijnselen die zich voordoen in het heelal geprojecteerd op de binnenzijde van de koepel. Zoals de sterrenhemel, kometen en supernova's.
Op 11 juni 2016 werd de attractie, na een renovatie, heropend onder de naam Hyperspace Mountain met als hoofdthema Star Wars. Enkele jaren later werd de attractie teruggebracht in de originele staat met de naam Space Mountain.

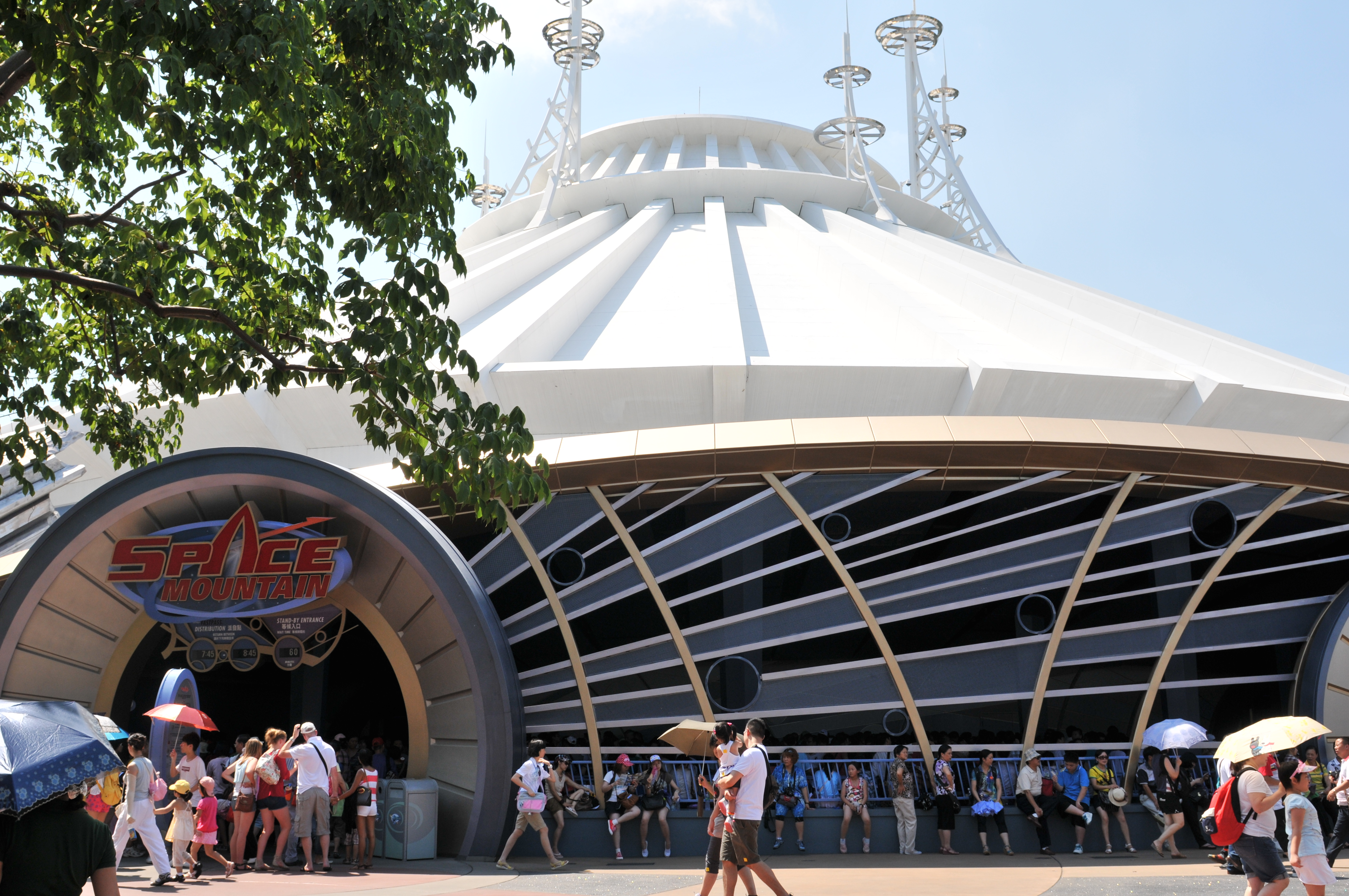
Entree
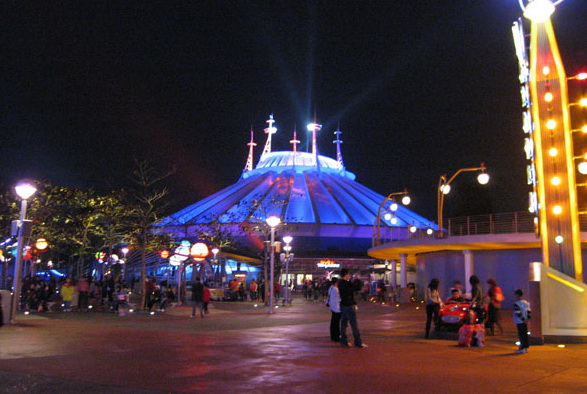
De verlichte koepel in de avonduren.
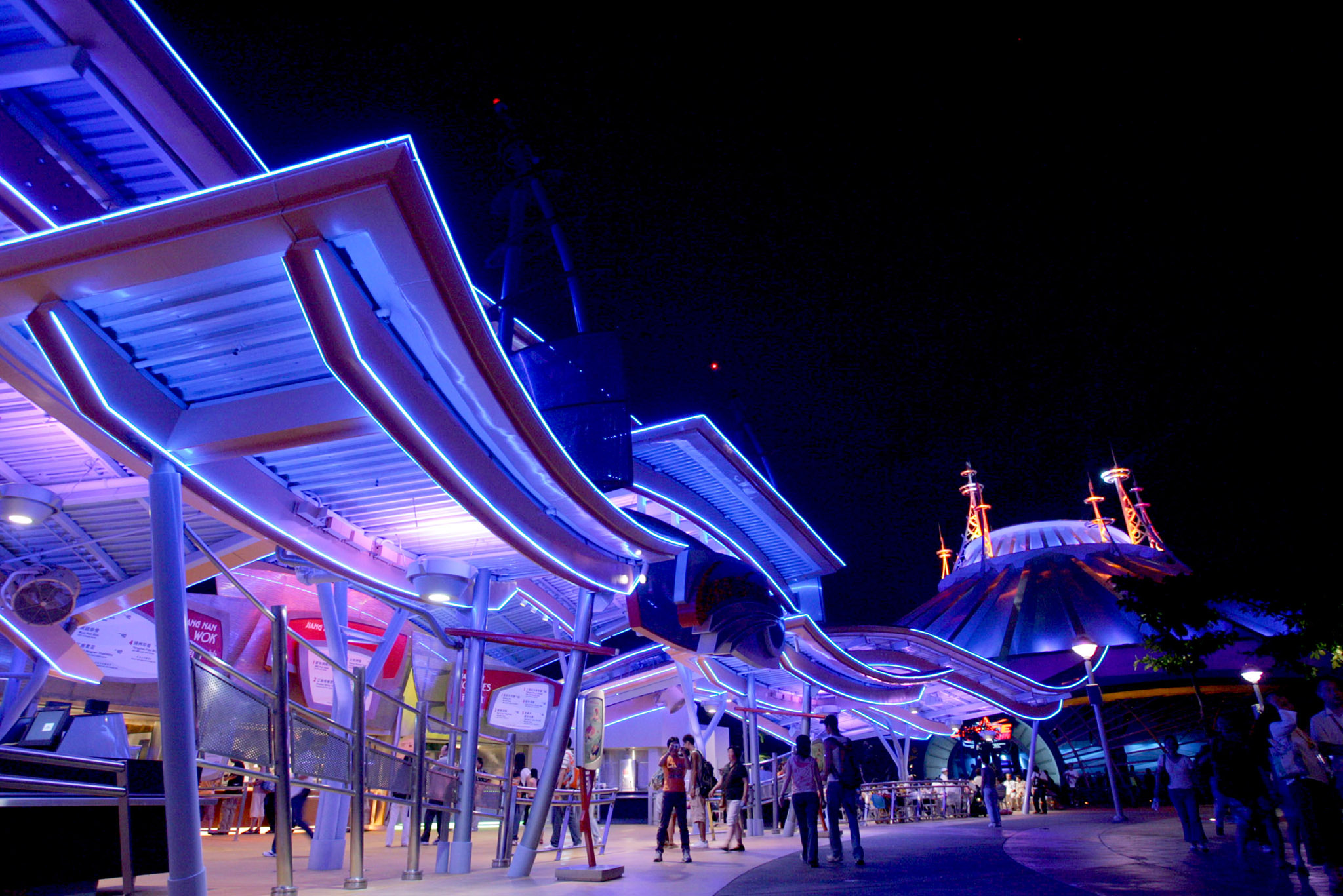
Exterieur gedurende zonsondergang.
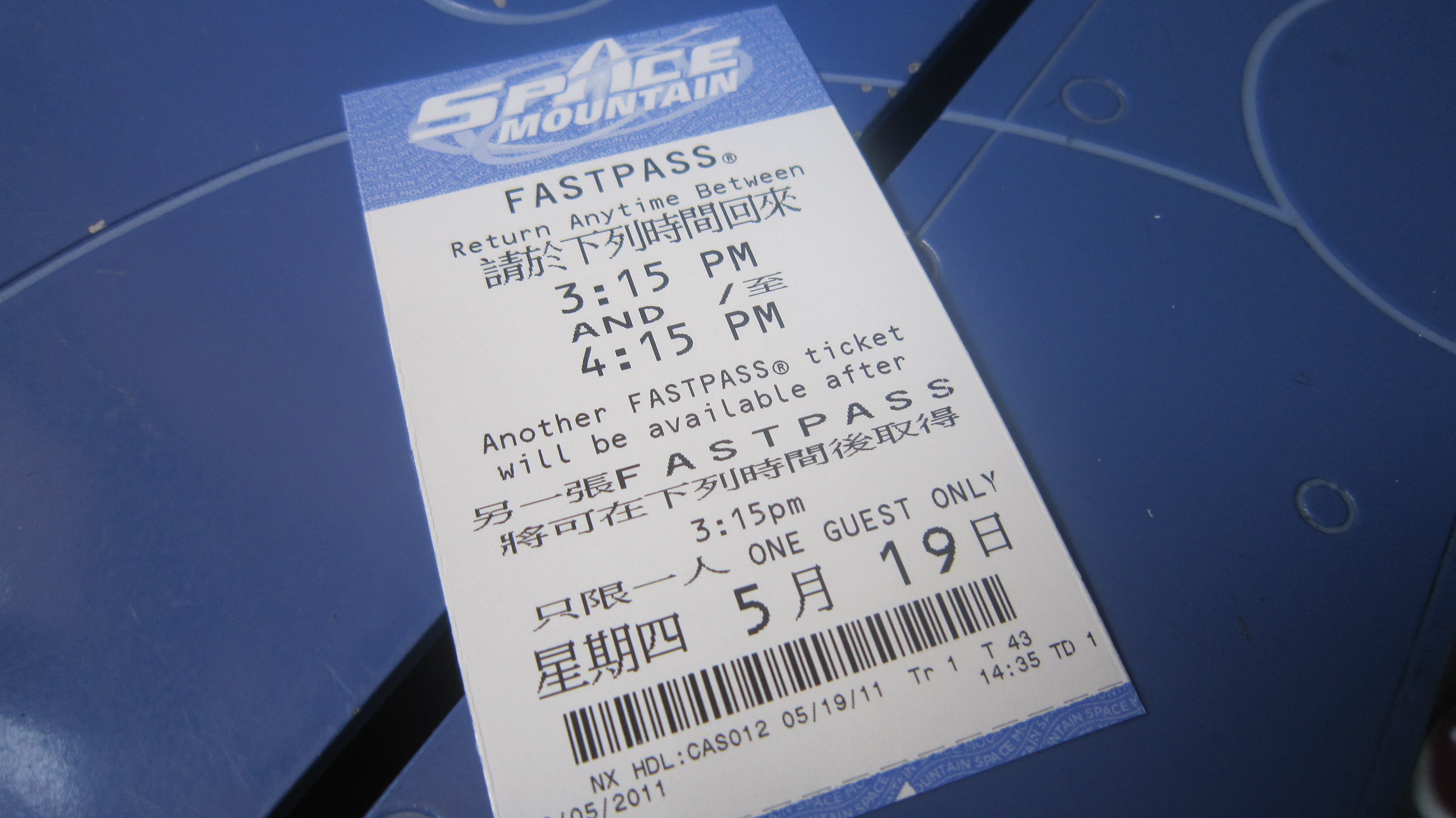
FastPass

Disneyland Paris · Lijst van attracties in Disneyland Park · Le Château de la Belle au Bois Dormant · afbeeldingen
Walt Disney World Resort · Cinderella Castle · Lijst van attracties in Magic Kingdom · Afbeeldingen
Tokyo Disney Resort · Lijst van attracties in Tokyo Disneyland · Cinderella Castle · afbeeldingen
Disneyland Resort · Lijst van attracties in Disneyland Park · Sleeping Beauty Castle · afbeeldingen
Hong Kong Disneyland Resort · Lijst van attracties in Hong Kong Disneyland · Sleeping Beauty Castle · afbeeldingen